# Rodolfo Fierro
Rodolfo Guadalupe L. Fierro (El Fuerte, Sinaloa; 26 de agosto de 1880-Nuevo Casas Grandes, Chihuahua; 13 de octubre de 1915) fue un militar mexicano que participó en la Revolución Mexicana.

## Villismo
De adulto fue garrotero y después ferrocarrilero. Su entrada a la Revolución mexicana data del año de 1913 en septiembre, aliado del General Tomás Urbina, en las filas de la División del Norte que comandaba Francisco Villa. En un principio fungió como pagador, pero en noviembre participó en su primer hecho de armas, al lado del General Martín López Aguirre. Poco después fue nombrado Comandante del Cuerpo Rural de Guías, y pronto sobresalió por su intrepidez y su lealtad. A su gente se le asignaban las comisiones más arriesgadas, por lo que pronto llegó a General. Participó en la Batalla de Tierra Blanca, que le dio a Francisco Villa el mando de Ciudad Juárez. Su destacada actuación en dicho combate lo convirtió en el segundo de Francisco Villa, durante la parte más difícil de la campaña contra Victoriano Huerta. Participó en las tomas de Torreón, San Pedro de las Colonias, Paredón y Zacatecas. Acompañó a Francisco Villa a la Convención de Aguascalientes y permaneció fiel a él. 
Tenía una innata disposición de verdugo, por lo que era el encargado de dar muerte a los prisioneros; así, asesinó a William Benton, ciudadano inglés, cuya desaparición provocaría más tarde un conflicto internacional con Estados Unidos e Inglaterra; y a Tomás Urbina, compadre de Francisco Villa temido por todos los constitucionalistas. Martín Luis Guzmán, en el relato La fiesta de las balas, presenta a Fierro forzando a 300 prisioneros a intentar fugarse, para divertirse cazándolos a tiros de revólver en su huida, sin más ayuda que la del encargado de cargarle las pistolas, amenazado a su vez de muerte si por su torpeza alguno conseguía escapar. El propio Guzmán indica que la historia, que circulaba entre la tropa, seguramente es parcialmente fantasiosa, pero refleja con fidelidad la reputación que tenía Fierro entre los revolucionarios, que lo apodaban “el Carnicero”.
Rodolfo Fierro tenía muchos vicios que desagradaban a Francisco Villa, principalmente el alcohol, pero fue una de sus gentes de mayor lealtad; no se le conoció infidencia alguna.

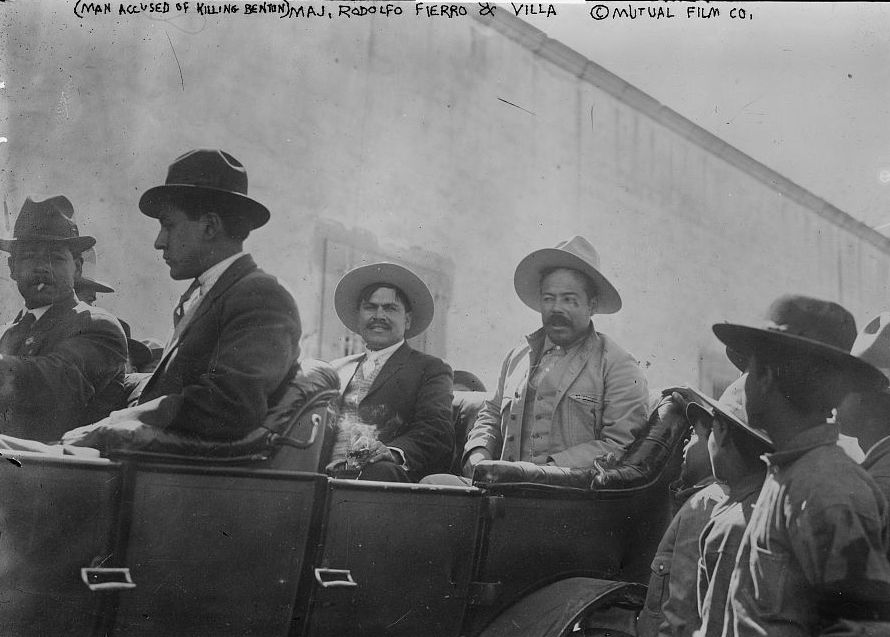
Generales Rodolfo Fierro y Francisco Villa

## Campaña contra Carranza

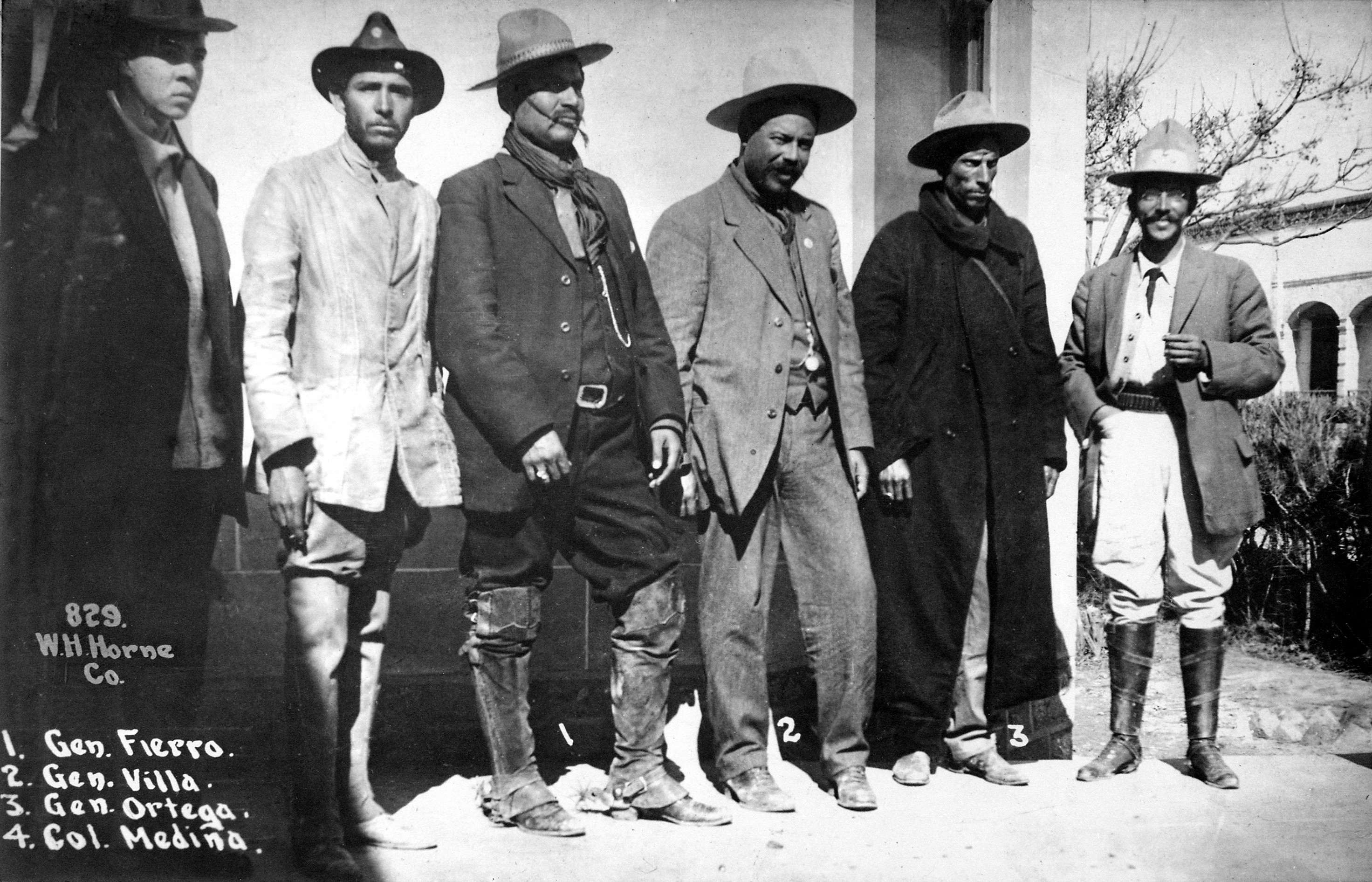
De izquierda a derecha, los revolucionarios mexicanos: Dos sin identificar, General Rodolfo Fierro, Pancho Villa, el General Toribio Ortega y el Coronel Juan Medina.

Su actuación en la campaña contra Venustiano Carranza ya no fue tan brillante: en enero de 1915 fue derrotado en Guadalajara junto con Calixto Contreras y Julián Medina. Benjamín L. Camacho fue muerto a traición por Rodolfo Fierro. En la Batalla de León intentó sin consultar a su superior, tomar el Cerro de la Cruz; el resultado fue que sacrificó a muchos de los dorados. Pancho Villa, furioso, mandó aprehenderlo y fusilarlo; se salvó de la muerte porque estando herido de bala. Fue enviado a Chihuahua, en calidad de prisionero. Cuando se recuperó, la División del Norte estaba en decadencia y en sus filas se encontraba poca gente de calidad, por lo que fue perdonado y readmitido. En la Batalla de Celaya demostró una vez más sus aptitudes de gran guerrillero para acciones estratégicas; logró interceptar gran parte de las líneas de comunicación de Álvaro Obregón. Después fue herido en Trinidad y derrotado en Lagos por Manuel M. Diéguez. Por un exitoso ardid, ocupó León, de donde se dirigió a Pachuca y luego a la Ciudad de México, que tomó por pocos días a mediados de 1915. Regresó al norte, fortalecido por las fuerzas de Juan M. Banderas, situándose a la retaguardia de Álvaro Obregón, pero fue derrotado por Joaquín Amaro Domínguez en Salvatierra y en el Valle de Santiago.

## Muerte
Su temeridad lo llevó a la muerte el 13 o 14 de octubre de 1915, en la laguna artificial que lleva su mismo nombre Laguna Rodolfo Fierro, Nuevo Casas Grandes, Chihuahua. Se dice que se ahogó. También se dice que su caballo no resistió el peso del oro que transportaba, aunque es difícil concebir grandes riquezas en un ejército en franca derrota. El cuerpo fue sacado por un cuñado de Francisco Villa, que lo enterró en Chihuahua.
Aquí la narración de un cronista:
El Dr. Rubén Osorio tuvo una magnífica presentación sobre su libro "La Familia Secreta de Pancho Villa" historia oral en el Congreso Nacional de Cronistas de ciudades Mexicanas celebrado en la ciudad de Durango dentro de los detalles que dio en su plática se desprende quién fue el que sacó del agua el cuerpo del General Rodolfo Fierro una vez que se ahogó el 13 de octubre de 1915, y dónde está su tumba, en Chihuahua, habiendo participado del rescate del cuerpo de Fierro Kingo Nonaka. 
Uno de los textos literarios que narra este suceso es el cuento Oro, caballo y hombre (1935) del escritor mexicano Rafael F. Muñoz. Este cuento refleja parte del carácter físico y psicológico del general Rodolfo Fierro, el conflicto político entre villistas y federales y el clima hostil del norte de México. Se considera un cuento clásico de la literatura dentro de la temática de la revolución mexicana.